# Новиков, Александр Васильевич (певец)
Алекса́ндр Васи́льевич Но́виков (31 октября 1953, посёлок Буревестник (на о. Итуруп), Курильский район, Сахалинская область, РСФСР) — советский и российский певец, поэт, бард, музыкант, композитор, автор-исполнитель песен в жанре городского романса, художественный руководитель Уральского государственного театра эстрады.
Лауреат премии «Овация» в номинации «Городской романс» (1995), многократный лауреат премии «Шансон года». (с 2002 по 2019). Лауреат международной литературной премии им. Сергея Есенина.

## Биография

### Детство и юность
Родился 31 октября 1953 года на острове Итуруп Курильского архипелага, в селе Буревестник. Отец — военный лётчик, мать — домохозяйка. Первые два года своей жизни Новиков с семьёй родителей жил на Сахалине, затем некоторое время жил в латвийском посёлке Вайнёде, потом десять лет в городе Фрунзе, в 1969 году Новиков переехал в город Свердловск.
В школе учился плохо, дисциплину не соблюдал, в 4-5 классе был исключён из пионеров. В быту же будущий музыкант был открытым антисоветчиком.
Занимался боксом и самбо.
Увлечение музыкой пришло в 1967 году под впечатлением от просмотра фильма «Вертикаль» с участием Владимира Высоцкого, который исполнил в фильме пять своих песен. Будучи студентом УПИ, выступал в составе институтского ВИА «Полимер». Был отчислен из института за исполнение на одном из институтских мероприятий песни «The Beatles».
В 1971 году получил свой первый срок за драку, устроенную в ресторане. Новиков и его приятель заступились за официантку, когда один из посетителей отказался платить и применил против неё физическую силу. Новикову дали условный срок на год с обязательным привлечением к труду (в народе «химия»), во время которого он строил Дом Быта в Нижнем Тагиле.
В конце 1970-х Новиков работал музыкантом и певцом в одном из свердловских ресторанов около четырёх лет. За это время сумел открыть собственную студию-мастерскую, где записывал песни в стиле рок (его ансамбль назывался «Полигон») и изготавливал студийное оборудование для государственных Дворцов культуры, кинотеатров.
В 1980 году создал группу «Рок-полигон», где выступал в качестве солиста, гитариста и автора песен. Песни исполнялись в стилях рок-н-ролл, реггей и новая волна с элементами панк-рока, хард-рока и психоделического рока. Тексты отличались духом филармоничности. Группа записала два одноимённых альбома в 1983 (при официальном издании на CD год ошибочно указан как 1981) и 1984 годах.
В 1981 году основал студию звукозаписи «Новик-рекордс», где записывались не только альбомы Новикова, но и многих свердловских музыкантов — в будущем групп «Чайф», «Агата Кристи», Nautilus Pompilius и других.
В 1984 году Новиков резко отошёл от рок-музыки и 3 мая записал альбом «Вези меня, извозчик». В записи приняли участие музыканты «Рок-полигона», в том числе Алексей Хоменко и Владимир Елизаров. Альбом побил все рекорды популярности и масштабы тиражирования.

### Арест
5 октября 1984 года Новиков был арестован, а в 1985 году по приговору Свердловского суда осуждён к лишению свободы сроком на 10 лет — по ст. 93-1 УК РСФСР. Официально — в связи с деятельностью по изготовлению и сбыту электромузыкальной аппаратуры-фальсификата. Однако в своих интервью А. Новиков неоднократно отмечал, что посадили его именно за альбом «Вези меня, извозчик», ссылаясь на дело, начинавшееся с документа «Экспертиза по песням Александра Новикова», в котором были изложены рецензии к каждой песне с альбома «Вези меня, извозчик». По результатам этой экспертизы было решено, что:

«автор вышеупомянутых песен нуждается если не в психиатрической, то в тюремной изоляции наверняка»

Экспертиза была проведена композитором Евгением Родыгиным, членом Союза писателей СССР, членом редакторского комитета журнала «Урал» Вадимом Очеретиным, и представителем министерства культуры СССР Виктором Николаевичем Олюниным.
В лагере написал большинство своих стихов, среди которых «Верстачная лирика», «Я выхлопотал боль и соль себе на раны…», «Гитара и шарманка», «Мы с тобой увидимся не скоро…», «Цыганка», «Четыре зуба», «Жена», «Ночь навылет звездой протаранена…» и другие. Также, ещё в камере СИЗО, Новиковым была создана пьеса-басня «Комарилья», в которой, в шуточной форме, представлена вся картина суда, а под масками зверей показаны реальные люди, замешанные в деле поэта.

### Освобождение и дальнейшие события
В 1990 году Указом Верховного Совета РСФСР от 27 февраля Новиков был освобождён с испытательным сроком, а в 1992 году Верховный Суд России отменил приговор за отсутствием состава преступления.
Уже на следующий день после своего приезда в Свердловск стал работать над песнями, большую часть из которых он сочинил в заключении. Результатом стали альбомы «В Екатеринбурге», который был записан за три недели, и «Ожерелье Магадана». Свои первые концерты после освобождения, а точнее творческие встречи, Новиков дал в мае в доме культуры посёлка Верх-Нейвинский (Свердловская область), а с 25 по 27 мая бард вместе со своей аккомпанирующей группой дал первые «большие» концерты в свердловском Дворце спорта.
Сразу после этого последовал гастрольный тур по городам СССР. В самом начале 1991 года Новиков дал свои первые концерты в Москве, в Театре эстрады.
Большую часть своих первых больших гонораров Новиков потратил на развитие предпринимательской деятельности и благотворительность. Так, все средства от одного из концертов в Театре эстрады Новиков перечислил на строительство будущего екатеринбургского Храма на Крови. В конце 1990-х для храма вместе с уральским мастером Николаем Пятковым разработал макеты 7 колоколов и отлил их на собственные средства. Все колокола имеют барельефы членов царской семьи и имена каждого из них: самый большой из них называется «Николай II», самый маленький — «Цесаревич Алексей». Чуть позже выяснилось, что сам храм должен был быть огромных размеров, и отлитые колокола оказались маленькими. Поэтому, в 2000 году Новиков передал их мужскому монастырю на Ганиной Яме, где были сброшены тела царской семьи.
В 1990-е годы Новиков в разное время владел несколькими магазинами в Екатеринбурге, колхозом, компанией по грузоперевозкам из ОАЭ, авиакомпанией, а также заводом дефибрерных камней (таких заводов всего два в мире — в Канаде и Екатеринбурге).
В августе 1991 года выступил против ГКЧП.
В 1993 году стал продюсером певицы Натальи Штурм. За четыре года сотрудничества написал материал для двух альбомов, в том числе и главный хит «Школьный роман». Одноимённый клип активно ротировался по российским телеканалам. Успеху Натальи Штурм немало поспособствовала выдуманная статья в газете «Speed-Инфо» о том, что Александр Новиков выиграл певицу в карты.
Новиков продолжал записывать новые песни и снимать клипы. В 1993 году Новиков и режиссёр Кирилл Котельников сняли уникальный в своём роде клип на песню «Шансоньетка», в котором реальное изображение было совмещено с рисованным, причём без использования компьютерных технологий.
Новиков уже тогда выступал с резкой критикой положения отечественного шоу-бизнеса. Он осудил деградацию российской эстрады, низкий вкус исполнителей и их авторов, «засилье гомосексуализма», клановость и кумовство самого шоу-бизнеса, а также называл «позорной» практику работников телевидения брать с исполнителей деньги за прокрутку клипов. В результате этого Новиков попал в негласные списки «лиц, нежелательных к показу», однако это только добавило популярности и интерес к личности Александра Новикова со стороны простых граждан.
В 1994 году совместно с Кириллом Котельниковым снял документальный фильм о группе «Boney M.» и её создателе Фрэнке Фариане «О, этот Фариан!» («Oh, this Farian!»). Съёмки проходили в Люксембурге и Германии. Однако по российскому телевидению фильм так и не был показан.

24 января 1998 года принял участие в гала-концерте в честь 60-летия Владимира Высоцкого, прошедшем в спорткомплексе «Олимпийский». Среди трёх десятков артистов Новиков — один из немногих, кто исполнил сразу две песни Высоцкого: «Песня про стукача» и «Большой Каретный». Фёдор Раззаков в книге «Владимир Высоцкий. Я, конечно, вернусь…» отметил: 
Идея [концерта] изначально была обречена на провал. Одно дело петь «Старые песни о главном», и совсем другое — песни Высоцкого. Поэтому лишь двум-трем исполнителям (Александр Новиков, «Лесоповал», «Любэ») удалось если не приблизиться к авторскому варианту, то хотя бы не испортить его. Все остальные участники концерта с этим не справились.
16 июня 2003 года Александр Новиков был награждён высшей церковной наградой — Орденом святого благоверного князя Даниила Московского за заслуги в строительстве Храма-на-Крови в Екатеринбурге, для которого он также отлил колокола. С 2004 года президент Фонда «400-летие Дома Романовых» на Урале.
Был членом Российской партии жизни.
24 июня 2010 года назначен художественным руководителем Уральского театра эстрады.
28 октября 2010 году вышел альбом Новикова на стихи поэтов Серебряного века, в записи которого принял участие Максим Покровский, исполнив вместе с Новиковым песню на стихи Саши Чёрного «Тарарам»
С 2014 года является членом жюри телепередачи «Три аккорда» и неоднократно выступал на её сцене.
В декабре 2016 года Новикову было предъявлено обвинение по ч. 4 ст. 159 УК РФ (мошенничество в особо крупном размере). 23 декабря отправлен судом на два месяца под домашний арест. По версии следствия, Новиков и бывший замминистра экономики Свердловской области Михаил Шилиманов собрали с пайщиков строительства коттеджного поселка «Бухта Квинс» в Екатеринбурге около 150 миллионов рублей, а затем, якобы, перевели эти деньги на свои счета. Строительство поселка было остановлено, сумму ущерба правоохранители оценивали в 35 миллионов 627 тысяч рублей.
17 июля 2019 года Управление СК по Свердловской области в связи с отсутствием состава преступления прекратило уголовное преследование Александра Новикова, обвинявшегося в хищении денег пайщиков жилого комплекса «Бухта Квинс». Певец собирается получить решение суда по гражданской реабилитации, а затем привлечь к уголовной ответственности следователей за незаконный арест, незаконное преследование. В августе 2020 года Новиков получил судебное постановление о возмещении ущерба в связи с незаконным привлечением к уголовной ответственности.
В 2022 году поддержал вторжение России на Украину.
В 2023 году Александру Новикову было присвоено звание «Почётный гражданин Екатеринбурга».

#### Награды («Шансон года»)
| Год  | Песня                                                      | Категория   | Результат |
| ---- | ---------------------------------------------------------- | ----------- | --------- |
| 2002 | «Красивоглазая»                                            | Песня       | Победа    |
| 2003 | «Девочка из Лета»                                          | Песня       | Номинация |
| 2005 | «Вези меня, извозчик»                                      | Песня       | Победа    |
| 2007 | «А в Париже»                                               | Певец       | Номинация |
| 2010 | «Вези меня, извозчик» «Тарарам» (дуэт с Максом Покровским) | Певец       | Победа    |
| 2011 | «Над розовым Морем» «Крошка»                               | Песня Певец | Победа    |
| 2012 | «Плейбой» «Расстанься с ней»                               | Певец       | Победа    |
| 2013 | «Вдоль по Памяти» «Любимая Моя»                            | Песня       | Номинация |
| 2014 | «Окурок» «На палубе горланят в караоке»                    | Певец       | Победа    |
| 2015 | «Шансоньетка» «Расстанься с ней»                           | Песня       | Победа    |
| 2016 | «Когда мне было двадцать лет» «Помнишь, девочка?»          | Певец       | Победа    |
| 2017 | «Девушка с Плаката» «Вези меня, извозчик»                  | Певец       | Победа    |
| 2018 | «Шансонье» «Девочка-огонь»                                 | Певец       | Победа    |
| 2019 | «Три девушки» «Вези меня, извозчик»                        | Песня       | Победа    |
| 2021 | «Плутаю по Китаю» «Расстанься с ней»                       | Песня       | Победа    |
| 2022 | «Золотая рыба» «Бомба»                                     | Песня       | Победа    |
| 2023 | Не принимал участие                                        | —           | —         |
| 2024 | Королева Восточной улицы                                   | Песня       | Победа    |

## Творчество

### Дискография
Магнитоальбомы
- 1983 — Рок-полигон (Александр Новиков и группа «Рок-полигон») (ранее официально не издавался, в 2008 году вошёл в сборник «Александр Новиков. MP3-серия» с ошибками в оформлении и укороченном варианте)
- 1983 — Вези меня, извозчик (звучание песен в альбоме 1983 года более медленное, чем в альбоме 1984 года) (11 песен)
- 1984 — Рок-полигон II (Александр Новиков и группа «Рок-полигон»)
- 1984 — Вези меня, извозчик (изначальное название «Улица Восточная») (18 песен)
- 1990 — Второй концерт после освобождения (официально не издавался)
- 1990 — Я в Екатеринбурге (Александр Новиков и группа «Внуки Энгельса»)
- 1990 — Ожерелье Магадана (Александр Новиков и группа «Внуки Энгельса»)

Виниловые пластинки
- 1991 — Вези меня, извозчик (Александр Новиков и группа «Хипиш») (9 песен)
- 1993 — Ожерелье Магадана (записан в 1990 году)
- 1993 — В захолустном ресторане (Александр Новиков, «Внуки Энгельса», «Хипиш»)  (некоторые песни уже звучали в магнитоальбоме «Я в Екатеринбурге», песня «Безалкогольная свадьба» первоначально была в альбоме «Ожерелье Магадана» 1990 года, а остальные песни уже были записаны в 1992 году)
- 1993 — Городской роман (записан в 1992 году)

Номерные альбомы
- 1991 — Вези меня, извозчик
- 1993 — Ожерелье Магадана
- 1994 — Вези меня, извозчик (оригинальная запись 1984 года)
- 1995 — Городской роман (запись 1992 года с добавлением песен из магнитоальбома «Я в Екатеринбурге»)
- 1995 — Шансоньетка
- 1996 — С красавицей в обнимку
- 1996 — В захолустном ресторане
- 1997 — Записки уголовного барда
- 1997 — Сергей Есенин (первый альбом песен на стихи Сергея Есенина)
- 1999 — Бурлак
- 2000 — Стенка
- 2000 — Красивоглазая
- 2002 — Журавли над лагерем
- 2003 — Настоящий
- 2005 — Понты Амура
- 2007 — Луали
- 2008 — Я помню, любимая… (второй альбом песен на стихи Сергея Есенина)
- 2010 — Ананасы в шампанском (альбом песен на стихи поэтов Серебряного века)
- 2012 — Расстанься с ней
- 2013 — Ё-альбом
- 2016 — Блатной
- 2018 — Девочка-огонь
- 2021 — Стрелочник
- 2021 — Бомба
- 2024 — Письмо от руки

Концертные альбомы
- 1995 — Через 10 лет (Концерт в ККТ «Космос» города Екатеринбурга, 20 мая 1995 года, 2 CD)
- 1998 — Концерт в театре Эстрады (30 октября 1997 года, 2 CD)
- 1998 — Акустический концерт в Екатеринбургской Филармонии (2 CD)
- 1999 — «Извозчику» — 15 лет (Концерт в Театре Эстрады, 24 декабря 1999 года)
- 2004 — Юбилейный (Концерт в ГЦКЗ «РОССИЯ» 30 октября 2003 г., 2 CD)
- 2005 — Вези меня, извозчик. 20 лет (Концерт в ГЦКЗ «РОССИЯ» 31 октября 2004 г., 2 CD
- 2006 — Сергей Есенин — 110 лет (Концерт в ГЦКЗ «РОССИЯ» 31 октября 2005 г., 2 CD)
- 2007 — Улица Любви (Концерт в Государственном Кремлёвском дворце 2006 г., 2 CD)
- 2008 — Я не бывал в Монако (Второе отделение концерта «Улыбка Родины», концертная запись в Государственном Кремлёвском дворце, 2007 год)
- 2011 — Екатеринблюз (Концерт в Московском Международном Доме Музыки, 2008 год, 2 CD)
- 2012 — Девочка из лета (Концерт в "Крокус Сити Холл, 2009 год)
- 2014 — Вдоль по памяти (Юбилейный концерт в Государственном Кремлёвском Дворце, 2013 год, 2 CD)
- 2015 — Улыбка Родины (Концерт в Государственном Кремлёвском Дворце, 2007 год, 2 CD)
- 2015 — Репетирую жизнь (Юбилейный концерт в Государственном Кремлёвском дворце, 2012 год, 2 CD)
- 2016 — «Извозчику» — 30 лет (Концерт в Государственном Кремлёвском дворце, 2014 год, 2 CD)
- 2017 — Концерт в Государственном Кремлёвском Дворце, 2015 (2 CD)
- 2023 — Прописка (Концерт в Екатеринбурге, 2022 год, 2 CD)
- 2024 — Капкан (Концерт в Екатеринбурге, 2023 год, 2 CD)

Сборники
- 1996 — Помнишь, девочка?.. (сборник лирических песен)
- 1996 — Золотая коллекция (1984—1996, 2 CD)
- 2001 — Золотая коллекция-2 (1997—2001, 2 CD)
- 2003 — Полное собрание (1981—2003, 22 CD)
- 2008 — «Александр Новиков. MP3-серия» (сборник всех номерных альбомов и концертных записей в формате MP3 на 5 дисках)
- 2015 — Золотое Серебро (2 CD)
- 2016 — Хулиганские песни (2 CD)
- 2020 — Золотая рыба (сборник лучших песен)
- 2024 — Стриптизёрша

### Книги
- 2001 — «Вези меня, извозчик…» (стихи и песни)
- 2002 — «Колокольня» (стихи и песни)
- 2011 — «Уличная красотка» (сборник лирических стихотворений)
- 2012 — «Симфонии двора» (сборник лирических стихотворений)
- 2012 — «Записки уголовного барда» (ООО «Издательство Астрель», тираж 7500 экземпляров)
- 2016 — «Записки уголовного барда» (ИД «Сократ», тираж 2000 экземпляров)
- 2018 — «Стихи. Песни» (сборник стихотворений)